# La Cañada (Herradón de Pinares)
La Cañada es una localidad perteneciente al municipio español de Herradón de Pinares (provincia de Ávila, comunidad autónoma de Castilla y León), en la comarca de Tierra de Pinares. 

Se encuentra a 1.361 msnm. El Ayuntamiento, Herradón de Pinares, se encuentra a 8 km de distancia a través del puerto de El Mediano. El gentilicio es cañadienses/as .

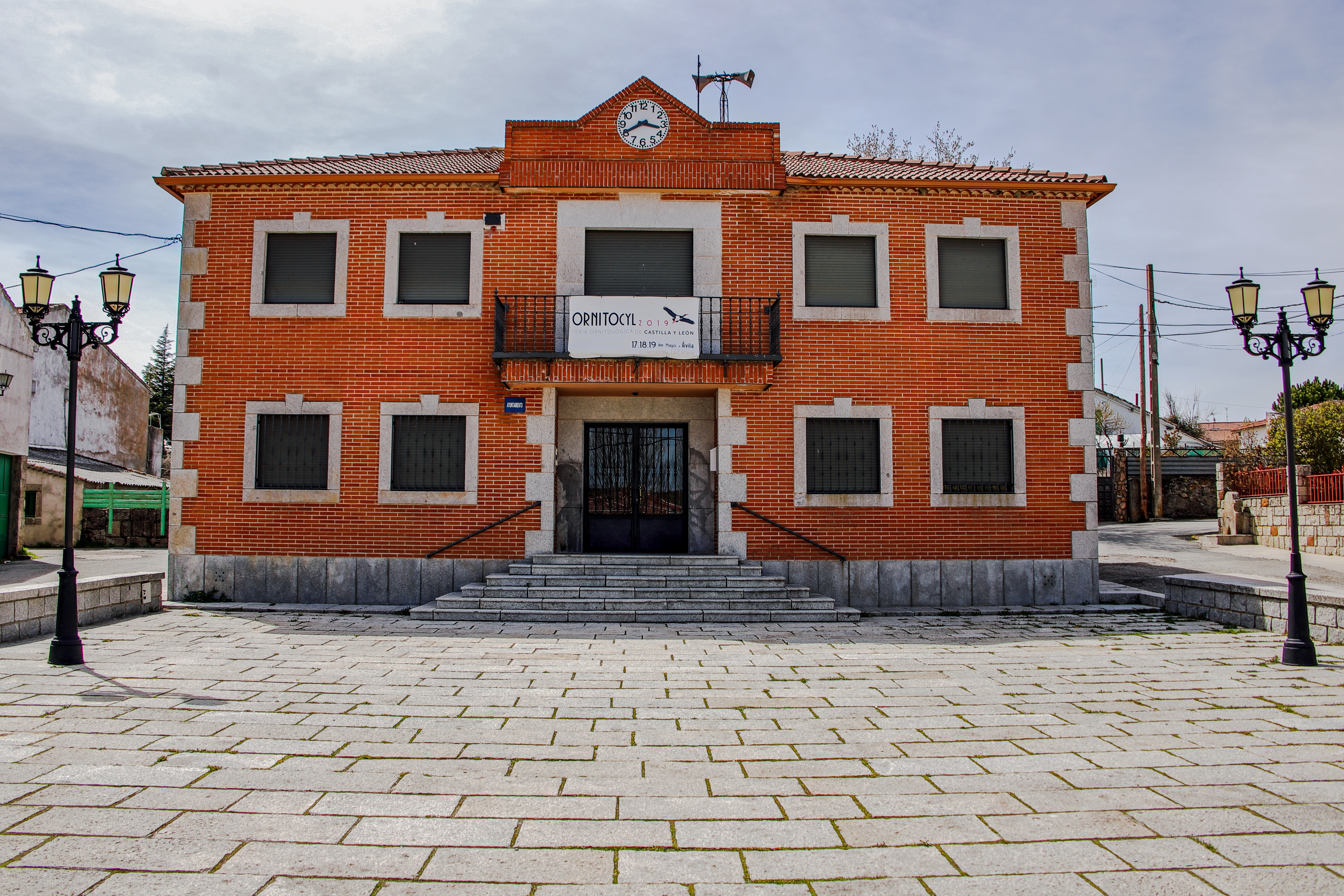
Edificio del ayuntamiento

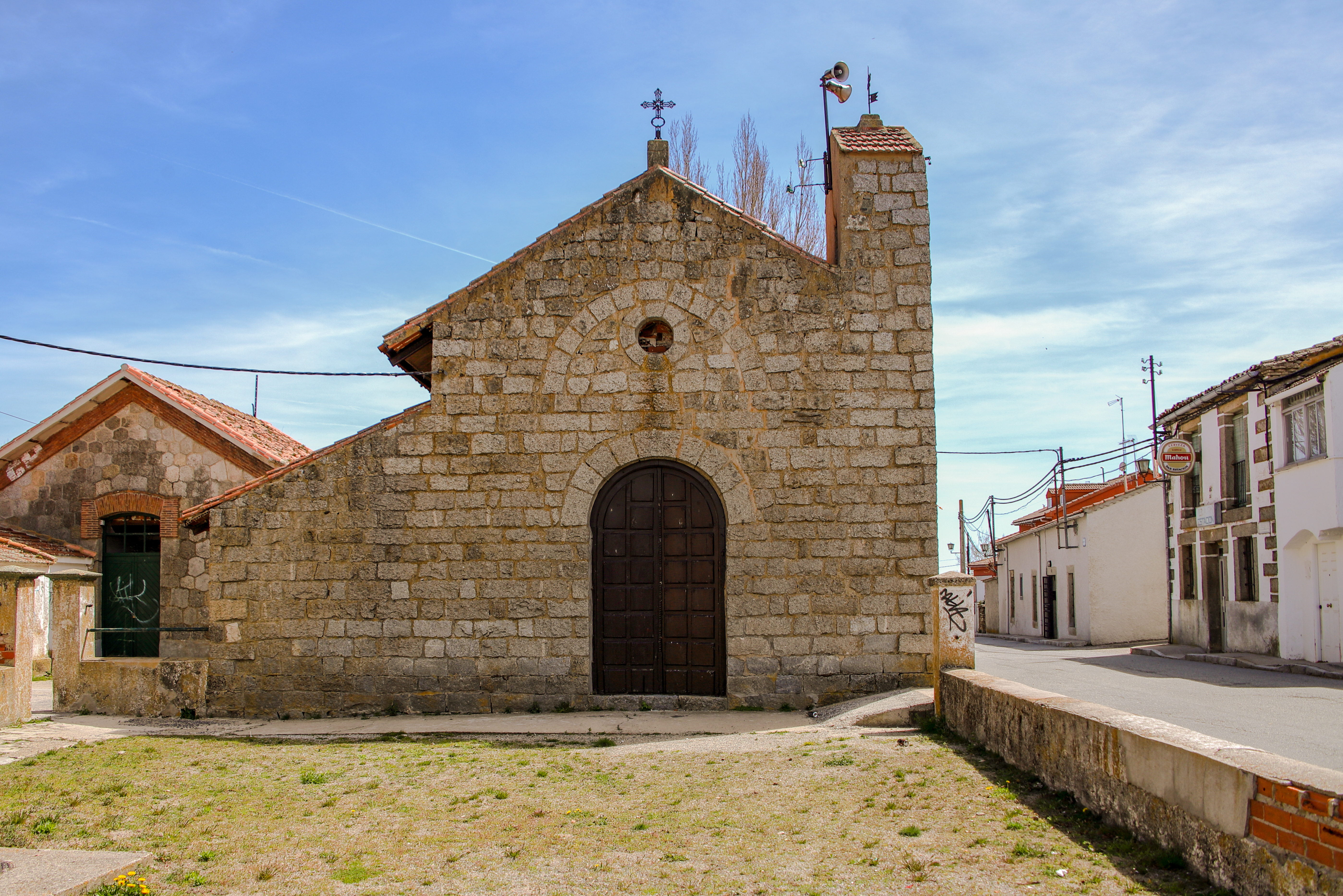
Ermita en la Estación

## Población
La población está estabilizada en torno a los 500 habitantes desde 1981 (524 habitantes en 2016), llegando a tener en 1950, 1.012 vecinas/os. Además destacan como rasgos su masculinización ( tres de cada siete personas empadronadas son mujeres)  y el progresivo envejecimiento ( una de cada tres personas tienen más de 60 años), con una tasa de dependencia del 0,42. 
La Cañada es, sobre todo, un lugar de veraneo, triplicando su población en época estival, correspondiente a los meses de julio y agosto, con una población estacional máxima de 5.500 personas; urbanísticamente está compuesta por 1.261 viviendas  de las cuales dos de cada tres son segundas residencias. En La Cañada vive en 80% de la población, mientras que en el resto de Herradón vive el 20% de la población del municipio. Esto se debe a la existencia de la estación de tren, una de las más activas de la península ibérica. Su orografía favorable en una (altiplanicie) también ha favorecido el desarrollo urbanístico; por el contrario Herradón está encajado entre montes, lo cual le hace conservar la estructura urbana de pueblo rural de montaña.

## Economía
La economía local de Herradón es básicamente ganadera, tanto extensiva como intensiva (cebaderos), mientras que La Cañada también cuenta con un importante sector servicios (hostelería y comercio). El rasgo principal de la economía local es que se trata de una economía de subsistencia, con comercios y explotaciones ganaderas (bovino y equino), generalmente familiares. 

### Educación
La Cañada cuenta con un colegio de primaria, el CRA de Valdelavía. Con los datos disponibles de los censos, el 40% de la población residente tiene estudios de grado medio. Pero también hay más mujeres con estudios de tercer grado que hombres. En el resto de categorías hay más hombres que mujeres sin estudios, con estudios de primer y segundo grado. 

### Turismo
La localidad cuenta con seis plazas de turismo rural de titularidad municipal, a lo que hay que sumar un gran número de casas rurales privadas. El municipio pertenece a la Red natura 2000, es zona ZEPA (Especial Protección de Aves) y zona LIC ( Lugar de Interés comunitario). También cuenta con diez rutas de senderismo activas, una de las más importantes es la Cañada Real leonesa oriental, la vía verde por excelencia.  La localidad cuenta con una enorme biodiversidad de avifauna y de flora, pueden encontrarse aves como el buitre común, el águila real volando en la Hoz del Gaznata o la cigüeña negra. También cuenta con mamíferos, cada vez menos presentes, como el corzo, el jabalí, el zorro o la liebre, además de perdices. Si nos adentramos en lo más profundo de la espesura cañadiense nos encontraremos con la gineta. En cuanto a la flora, la santolina es quizá el arbusto más visible en La Cañada. En el pasado estaba salpicada de abundante Cytisus, que cuenta con 13 variedades, actualmente solo se localizan tres de ellas, en unas pocas áreas. 
En La Cañada destacan dos arroyos, el Gaznata y el Gaznatilla.
Cabe destacar que, desde 2018 se viene celebrando una de las mayores ferias ornitológicas de España ORNITO CYL. 
Una vez al año, profesionales de la ornitología y aficionados a las aves se reúnen en La Cañada.
Ornito CYL es una plataforma o proyecto dedicado al estudio y la conservación de las aves en la comunidad autónoma de Castilla y León, España. Su objetivo principal es promover la observación, el seguimiento y la protección de la fauna avícola de la región, involucrando tanto a profesionales como a aficionados. A través de su red, se facilita el intercambio de información sobre especies locales, sus hábitats y comportamientos, con énfasis en la preservación de la biodiversidad.
El proyecto realiza actividades de investigación, educación y sensibilización, con el apoyo de diversas instituciones y entidades relacionadas con la conservación ambiental. Además, fomenta la participación ciudadana en programas de monitoreo y avistamiento, creando una red de observadores que contribuyen a la recopilación de datos valiosos para la ciencia y la conservación.
Este esfuerzo se enmarca dentro de las políticas regionales de gestión ambiental y la realización de acciones en pro de la sostenibilidad y el respeto por la naturaleza.

### Comunicaciones
La localidad se encuentra a una distancia de 21km. de la capital de la provincia. Está unida a ésta por la carretera CL-505 Madrid-Ávila y la línea ferroviaria Madrid-Irún. Su estación de ferrocarril es la estación de vía ancha construida a mayor altitud sobre el nivel del mar de la península ibérica.

## Cultura

### Fiesta Locales
13 de junio, San Antonio de Padua.
15 de agosto,  Fiestas de Verano.

### Actividades Deportivas
Subida de El Mediano. Subida en Mountain Bike en el mes de agosto. 